# Corredor Cantábrico-Mediterráneo
El  Corredor Cantábrico-Mediterráneo es un corredor ferroviario de altas prestaciones que unirá las áreas de la costa cantábrica y el Levante en España.
Se trata de una idea pensada y planeada desde principios de siglo XX, que, con el propósito de unir los puertos marítimos de Santander y Valencia por tren, y para dar una rápida salida marítima a las mercancías procedentes de las provincias interiores por las que se pretendió que circulase, constituyó el proyecto conocido como Ferrocarril Santander-Mediterráneo.
Esta infraestructura se incluye en las Redes Transeuropeas de Transporte. Coincide en su extensión con las vías de alta capacidad AP-68 (Bilbao–Zaragoza) y A-23 (Zaragoza–Valencia). Fue presentada el 4 de noviembre de 2009 en Zaragoza por el ministro de Fomento, José Blanco.

## Características
Esta línea está diseñada como gran eje transversal norte-este, tratando de modificar la radialidad de las actuales infraestructuras de alta velocidad en España. Dará cobertura a las ciudades de Valencia, Teruel, Zaragoza, Tudela, Logroño, Miranda de Ebro, Pamplona y Santander, además de complementar a la Y vasca. Una vez entre en servicio esta infraestructura, el tiempo de viaje entre Valencia y Bilbao está estimado en menos de 4 horas.
El corredor, al pertenecer a una Red Transeuropea de Transporte, se construye de tal modo que sea compatible con los trenes que recorren Europa completa. Por ello, el corredor dispondría de ancho internacional (1.435 mm), electrificación a 25 kVac y sistema de control ERTMS. Los apartaderos permitirían la circulación de trenes de 750 metros de longitud.
La vía convencional que forma parte del corredor ha de ser ampliamente reformada para cumplir con estos parámetros.

## Tramos
| Tramo                       | Kilómetros | Estado (fecha)                             | Más información                                                                                 |
| --------------------------- | ---------- | ------------------------------------------ | ----------------------------------------------------------------------------------------------- |
| Sagunto - Teruel            |            | Estudio informativo caducado en 2015       | https://arainfo.org/teruel-existe-denuncia-el-gran-engano-del-corredor-cantabrico-mediterraneo/ |
| Teruel - Zaragoza           |            | Estudio informativo suspendido en 2016     |                                                                                                 |
| Plasencia de Jalón - Tudela |            | En proyecto                                | Véase LAV Zaragoza-Castejón-Pamplona/Logroño                                                    |
| Tudela - Castejón           |            | En estudio informativo                     | Véase LAV Zaragoza-Castejón-Pamplona/Logroño                                                    |
| Castejón - Logroño          |            | En proyecto                                | Véase LAV Zaragoza-Castejón-Pamplona/Logroño                                                    |
| Logroño - Miranda de Ebro   |            | En estudio informativo                     | Véase LAV Logroño-Miranda de Ebro                                                               |
| Miranda de Ebro - Vitoria   |            | En proyecto                                | Véase LAV Valladolid-Burgos-Vitoria                                                             |
| Castejón - Pamplona         |            | En proyecto                                | Véase LAV Zaragoza-Castejón-Pamplona/Logroño                                                    |
| Pamplona - Ezkio-Itsaso     |            | Estudio informativo adjudicado (7/10/2010) | Véase Y Vasca                                                                                   |
| Bilbao - Santander          |            | En estudio informativo                     |                                                                                                 |